# Герасимов, Сергей Иванович (юрист)
Сергей Иванович Герасимов (род. 25 октября 1947) — советский и российский юрист, прокурор Москвы (1995—2000). Ректор Российской правовой академии Министерства юстиции Российской Федерации (2009—2014).

## Биография
Родился в 1947 году в городе Черемхово. Окончил Иркутский государственный университет в 1971 году. Трудовую деятельность начал с должности следователя прокуратуры.
В 1980—1985 годах — заместитель прокурора Иркутской области. В 1985—1992 годах — заместитель начальника Главного следственного управления Прокуратуры СССР. В 1992—1994 годах — прокурор Куйбышевского района Москвы. В 1994 году — заместитель прокурора Москвы. В 1995—2000 годах — прокурор города Москвы. В 2000 году по собственному желанию ушел в отставку, и до 2002 года возглавлял «Научно-исследовательский институт проблем укрепления законности и правопорядка при Генеральной прокуратуре Российской Федерации». В 2002 году был назначен на должность заместителя Генерального прокурора Российской Федерации. В 2007 году ушел в отставку, в органах прокуратуры проработал 36 лет. В 2007—2008 годах занимал должность советника президента Банка Москвы. В 2009 году избран на должность ректора Российской правовой академии. В мае 2014 года по состоянию здоровья покинул пост ректора.

## Почётные звания
- Доктор юридических наук
- Заслуженный юрист Российской Федерации
- Почётный работник прокуратуры Российской Федерации
- Государственный советник юстиции 1 класса

## Научная деятельность
Сергей Иванович Герасимов является специалистом в области уголовного процесса и прокурорского надзора. Им разработаны ряд поправок в УПК РФ и закон «о прокуратуре», которые были приняты Государственной Думой и одобрены Советом Федерации. Автор свыше 80 научных и научно-практических работ по проблемам борьбы с преступностью и её предупреждения, развития прокурорского надзора, совершенствования и применения законодательства. По его инициативе и под его руководством подготовлены и изданы такие труды, как «Настольная книга прокурора», «Организация работы городской (районной) прокуратуры», «Поддержание государственного обвинения в суде с участием присяжных заседателей».